# Hellingen (Frisingen)
Hellingen (luxemburgisch Hellengⓘ, französisch Hellange) ist ein Ort in der luxemburgischen Gemeinde Frisingen. In dem Dorf leben 822 Einwohner.

## Geografie
Hellingen liegt etwa zwei Kilometer westlich von Frisingen an der Nationalstraße 13, die von Frisingen nach Bettemburg führt. 
Die dem heiligen Willibrord geweihte Kirche wurde 1812 errichtet.